# Incidente di Tak Bai
L'incidente di Tak Bai è un luttuoso evento capitato il 25 ottobre del 2004 a Tak Bai, cittadina capoluogo del distretto omonimo della provincia di Narathiwat, in Thailandia del Sud al confine con la Malaysia. La repressione poliziesca contro dimostranti musulmani causò la drammatica morte di 85 civili.
A seguito dell'arresto di sei uomini, sospettati di fornire armi ai gruppi indipendentisti della zona, circa 3.000 dimostranti si riunirono davanti alla locale stazione della Reale Polizia Thailandese per chiedere il rilascio degli arrestati. Dopo che i dimostranti tirarono pietre e cercarono di assaltare la caserma, le forze di sicurezza risposero brutalmente sparando sulla folla ed usando gas lacrimogeni. Sette dimostranti furono uccisi dalle pallottole e circa 1.300 vennero arrestati. Dopo un feroce trattamento, le persone fermate furono stipate in condizioni disumane su dei camion per essere trasferite in prigione. Alla fine del viaggio 78 dimostranti risultarono morti per soffocamento.
Le gravi ferite riportate da alcuni dei sopravvissuti, hanno portato a gravi menomazioni. Alcuni parenti delle vittime, dopo aver visto i cadaveri, hanno affermato che sono morti per le percosse ricevute. Tale ipotesi sembra confermata dal fatto alcuni dei sacchi che contenevano i cadaveri perdevano sangue. Un portavoce dell'esercito ha comunicato che la tragedia è dovuta alla debolezza delle vittime indotta dalla dieta imposta dal Ramadan, che veniva celebrato in quei giorni. Sebbene Thaksin Shinawatra, che reggeva allora il governo, abbia ammesso la responsabilità dell'esercito per l'eccesso di violenza con cui è stata gestita la situazione, ed il suo successore Surayud Chulanont abbia presentato le scuse ufficiali del governo thai sull'accaduto, nessuno dei responsabili della strage è stato incriminato.